# Перрі (Флорида)
Перрі (англ. Perry) — місто (англ. city) в США, в окрузі Тейлор штату Флорида. Населення — 6898 осіб (2020).

## Географія
Перрі розташоване за координатами 30°6′33″ пн. ш. 83°34′55″ зх. д. / 30.10917° пн. ш. 83.58194° зх. д. (30.109224, -83.581968).  За даними Бюро перепису населення США в 2010 році місто мало площу 24,30 км², уся площа — суходіл.

## Демографія
Згідно з переписом 2010 року, у місті мешкало 7017 осіб у 2737 домогосподарствах у складі 1777 родин. Густота населення становила 289 осіб/км².  Було 3115 помешкань (128/км²).
Расовий склад населення:
| - 55,0 % — білих - 40,1 % — чорних або афроамериканців - 1,4 % — азіатів - 0,5 % — корінних американців |

До двох чи більше рас належало 2,1 %. Частка іспаномовних становила 2,2 % від усіх жителів.
За віковим діапазоном населення розподілялося таким чином: 25,0 % — особи молодші 18 років, 58,9 % — особи у віці 18—64 років, 16,1 % — особи у віці 65 років та старші. Медіана віку мешканця становила 39,2 року. На 100 осіб жіночої статі у місті припадало 87,4 чоловіків;  на 100 жінок у віці від 18 років та старших — 83,7 чоловіків також старших 18 років.
Середній дохід на одне домашнє господарство  становив 40 974 долари США (медіана — 31 706), а середній дохід на одну сім'ю — 46 673 долари (медіана — 33 496). Медіана доходів становила 32 198 доларів для чоловіків та 30 882 долари для жінок. За межею бідності перебувало 22,9 % осіб, у тому числі 24,0 % дітей у віці до 18 років та 12,5 % осіб у віці 65 років та старших.
Цивільне працевлаштоване населення становило 2365 осіб. Основні галузі зайнятості: освіта, охорона здоров'я та соціальна допомога — 28,3 %, виробництво — 20,0 %, мистецтво, розваги та відпочинок — 13,8 %, роздрібна торгівля — 8,3 %.